# Hemmelskamp
Hemmelskamp ist der Name eines Naturschutzgebietes im Norden der niedersächsischen Stadt Delmenhorst.
Das Naturschutzgebiet mit dem Kennzeichen NSG WE 097 ist 7,7 Hektar groß. Es besteht zum größten Teil aus Wald, in dem feuchte Senken und ein kleiner See („Die Kruschen Brake“) eingebettet sind. Entstanden sind die Senken sowie die Kruschen Brake durch katastrophale Deichbrüche beim aus dem Mittel- und Oberweserraum kommenden Februarhochwasser 1572.
Das Gebiet steht seit dem 12. April 1980 unter Naturschutz. Ziel der Unterschutzstellung ist der Schutz einer dort befindlichen Graureiherkolonie. Zuständige untere Naturschutzbehörde ist die Stadt Delmenhorst.  Ein weiteres Naturschutzgebiet in Delmenhorst umfasst die Sandhauser Brake und Schwarze Brake.